# Musaraigne des Maritimes
Sorex maritimensis
Espèce
Statut de conservation UICN

 LC  : Préoccupation mineure
La Musaraigne des Maritimes (Sorex maritimensis) est une espèce de mammifère insectovore de la famille des soricidés, endémique du Canada.

## Répartition

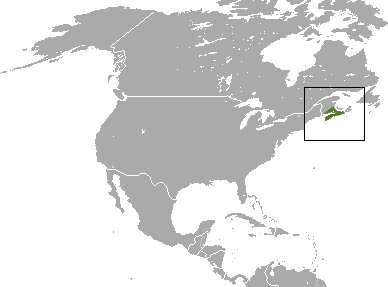
Aire de répartition de la musaraigne des Maritimes

On retrouve la musaraigne des Maritimes dans les provinces du Nouveau-Brunswick et de la Nouvelle-Écosse.

## Taxinomie
D'abord confondue avec la Musaraigne nordique (Sorex arcticus), les analyses ADN ont démontré qu'il s'agissait d'une espèce distincte.